# Pologne au Concours Eurovision de la chanson 2018
La Pologne est l'un des quarante-trois pays participants du Concours Eurovision de la chanson 2018, qui se déroule à Lisbonne au Portugal. Le pays est représenté par Gromee et Lukas Meijer et leur chanson Light Me Up, sélectionnés via l'émission Krajowe Eliminacje 2018. La Pologne termine à la 14e place de sa demi-finale, recevant 81 points, ce qui ne suffit pas à une qualification en finale.

## Sélection
La Pologne a confirmé sa participation au Concours 2018 le 9 août 2017, confirmant également l'utilisation d'une sélection télévisée pour désigner son représentant. La période de dépôt des candidatures s'est étendue du 22 décembre 2017 au 1er février 2018. Les dix candidats sélectionnés pour l'émission télévisée ont été annoncés le 8 février 2018.
La sélection a eu lieu le 3 mars 2018. Le gagnant est désigné par un vote combinant un jury et le télévote polonais pour moitié chacun. Au terme de la soirée, Gromee et Lukas Meijer sont désignés comme représentants polonais pour l'Eurovision 2018 avec leur chanson Light Me Up.
| Ordre | Artiste                   | Chanson               | Jury | Télévote | Total | Place |
| ----- | ------------------------- | --------------------- | ---- | -------- | ----- | ----- |
| 1     | Pablosson                 | Sunflower             | 1    | 1        | 2     | 10    |
| 2     | Marta Gałuszewska         | Why Don't We Go       | 6    | 8        | 14    | 5     |
| 3     | Maja Hyży                 | Błysk                 | 4    | 3        | 7     | 7     |
| 4     | Future Folk               | Krakowiacy i górale   | 2    | 5        | 7     | 8     |
| 5     | Isabell Otrębus           | Delirium              | 3    | 2        | 5     | 9     |
| 6     | Gromee feat. Lukas Meijer | Light Me Up           | 8    | 12       | 20    | 1     |
| 7     | Happy Prince              | Don't Let Go          | 12   | 7        | 19    | 2     |
| 8     | Saszan                    | Nie chcę ciebie mniej | 5    | 4        | 9     | 6     |
| 9     | Ifi Ude                   | Love Is Stronger      | 10   | 6        | 16    | 4     |
| 10    | Monika Urlik              | Momentum              | 7    | 10       | 17    | 3     |

## À l'Eurovision 2018
La Pologne a participé à la deuxième demi-finale, le 10 mai 2018. Elle y termine 14e avec 81 points, et échoue à se qualifier pour la finale. C'est le premier échec du pays depuis 2011.